# Edward Alleyn
Edward Alleyn (ur. 1566, zm. 1626) – angielski aktor, jedna z głównych postaci teatru elżbietańskiego. Urodził się w Londynie, jako syn oberżysty. Dla niego została napisana główna rola w utworze Sir Thomas More, którego współautorem był prawdopodobnie William Szekspir.
Jego postać pojawiła się również w filmie Zakochany Szekspir.